# Лифанова, Маргарита Ульяновна
Маргарита Ульяновна Лифанова (13 июня 1926 — 26 июня 2007) — советская и российская актриса театра и кино. Заслуженная артистка РСФСР (1971).

## Биография
Родилась 13 июня 1926 года.
В 1947 году окончила Театральное училище при Московском театре имени Ленинского Комсомола и была принята в труппу театра, где прослужила 60 лет.
В кино дебютировала в 1951 году в фильме режиссёра Владимира Петрова «Спортивная честь», где сыграла сестру главного героя — знаменитого футболиста Гринько (Геннадий Сергеев). Озвучила более 15 зарубежных фильмов.
В 1957 году вместе с Никитой Богословским вела первые выпуски телепередачи «Вечер весёлых вопросов» («ВВВ») — первой советской викторины, предшественницы «Клуба весёлых и находчивых» (КВН).
Умерла 26 июня 2007 года. Похоронена в Москве, на Кунцевском кладбище, рядом с мужем.

## Семья
- Первый муж — народный артист СССР Евгений Рубенович Симонов.
  - Сын — заслуженный артист России Рубен Евгеньевич Симонов.
- Второй муж — драматург Алексей Николаевич Арбузов.

## Награды
- Заслуженная артистка РСФСР (1971).

## Работы в театре
- «В день свадьбы» (Виктор Розов) — Нюра
- «Город миллионеров» по пьесе Эдуардо Де Филиппо «Филумена Мортурано»

## Фильмография
1. 1945 — Здравствуй, Москва! — ведущая концерта (нет в титрах)
2. 1949 — Кубанские казаки — подруга Даши (нет в титрах)
3. 1951 — Спортивная честь — Тоня, художница, дочь Петра Семеновича Гринько, главная роль (в титрах М. Лифанова)
4. 1952 — Победители — Шура Ветрова
5. 1955 — В квадрате 45 — Ирина Алеева, инструктор по прыжкам с парашютом (главная роль)
6. 1955 — Зелёные огни — Оксана, диспетчер
7. 1957 — Екатерина Воронина — Соня Ермакова
8. 1965 — Рано утром — Жанна Васильевна, родная тётя Алёши и Нади
9. 1968 — Домик на окраине (фильм-спектакль)
10. 1973 — Ищу человека — Тамара Андреевна
11. 1974 — Таня — хозяйка зимовья
12. 2004 — Мудрец (фильм-спектакль) — Манефа